# Tropidosteptes viscicolus
Tropidosteptes viscicolus är en insektsart som först beskrevs av Van Duzee 1921.  Tropidosteptes viscicolus ingår i släktet Tropidosteptes och familjen ängsskinnbaggar. Inga underarter finns listade i Catalogue of Life.